# 馬哈拉佩
馬哈拉佩是博茨瓦納東部的城鎮，由中部區負責管轄，位於喀拉哈里沙漠邊緣，距離首都哈博羅內200公里和第二大城市弗朗西斯敦250公里，海拔高度900米，2001年人口43,538。
23°06′S 26°48′E / 23.100°S 26.800°E